# Juan Diego Madrigal
Juan Diego Madrigal Espinoza (21 maggio 1987) è un calciatore costaricano, difensore del Santos de Guápiles.

## Caratteristiche tecniche
Viene schierato come terzino destro ed è considerato un calciatore simile al connazionale Cristian Gamboa.

## Carriera

### Club
Madrigal giocò per il Barrio México, prima di trasferirsi al Santos de Guápiles. Il 4 aprile 2013, fu ingaggiato dai norvegesi del Fredrikstad. Esordì nella 1. divisjon il 14 aprile, schierato titolare nella sconfitta per 2-1 in casa del Bryne. Il 5 giugno 2013, rescisse il contratto che lo legava al club norvegese. Firmò allora un contratto con il Saprissa, che sarebbe stato valido dal 1º luglio successivo.

### Nazionale
Esordì per la Costa Rica il 19 gennaio 2013, sostituendo Jairo Arrieta nella vittoria per 1-0 contro il Belize.